# Jaktorów
Jaktorów – wieś w Polsce położona w województwie mazowieckim, w powiecie grodziskim, w gminie Jaktorów.
Miejscowość jest siedzibą gminy Jaktorów oraz parafii Świętej Rodziny należącej do dekanatu Żyrardów diecezji łowickiej. Nazwa miejscowości pochodzi od imienia Jaktor – dawnego spolszczenia Hektora.
Na terenie wsi zostały utworzone dwa sołectwa Jaktorów A oraz Jaktorów B.

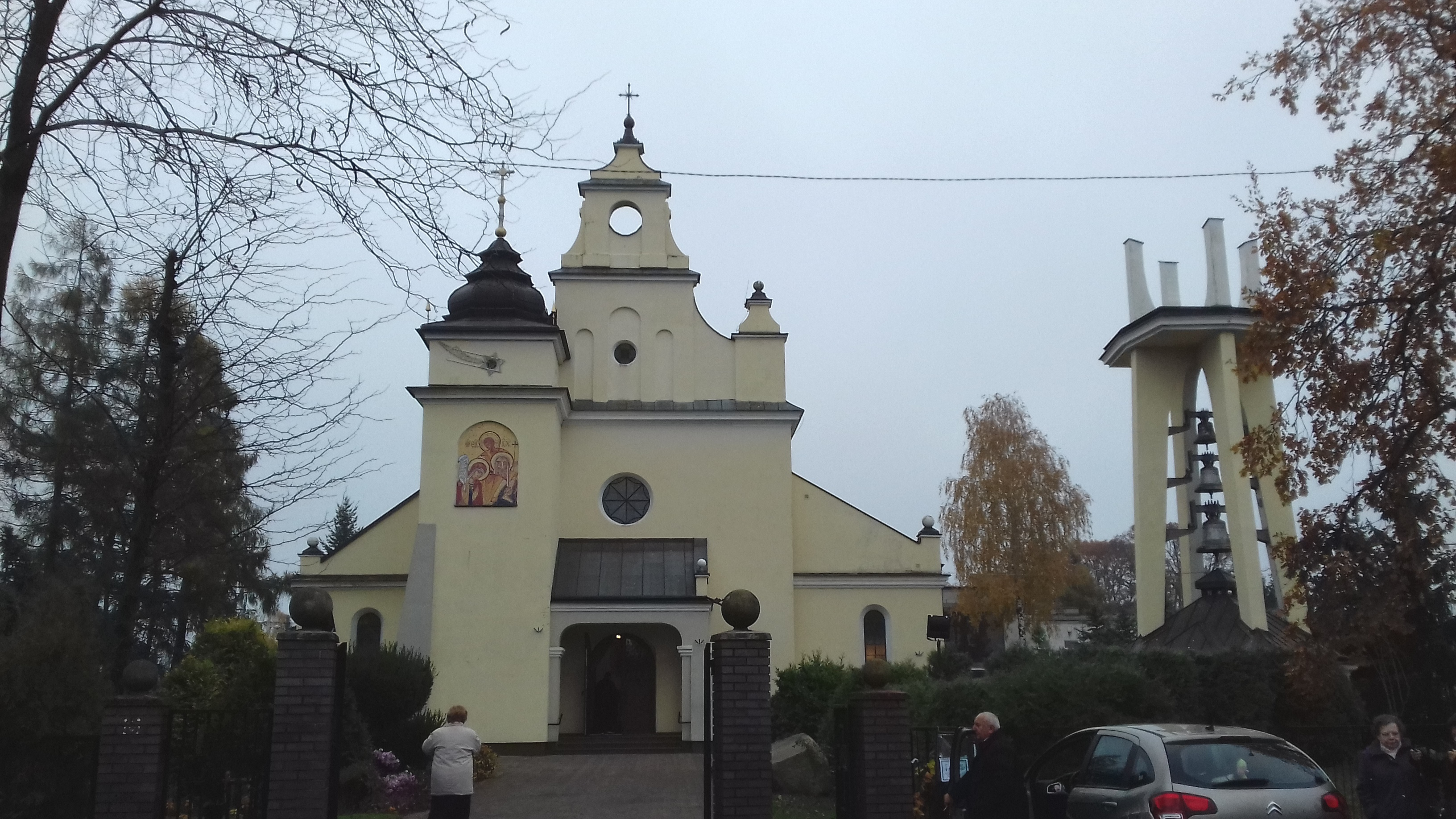
Kościół św. Stanisława BM

## Historia
Na północ od stacji kolejowej Jaktorów, wśród łąk, przy polnym dukcie do Izdebna Kościelnego znajdują się kurhany z III-IV w. Cmentarzysko składa się z dwóch kolistych nasypów, pod którymi odkryto kręgi kamienne.
W 1410 w Jaktorowie wojska Władysława Jagiełły ciągnące pod Grunwald zaopatrzyły się w mięso. W 1557 w Puszczy Jaktorowskiej, ostatniej ostoi tura, żyło ok. 50 sztuk tych zwierząt. Jaktorów leży nad Pisią Tuczną, nad rzeką znajduje się pomnik ostatniej turzycy, która padła w 1627 – jest to głaz narzutowy o obwodzie 850 cm z napisem Tur – Bos primigenius Bojanus, przodek bydła domowego, przeżył na terenie rezerwatu Puszczy Jaktorowskiej do roku 1627. Od 1864 rozpoczęto rabunkowy wyrąb puszczy.
Wieś królewska w dzierżawie Kaski w ziemi sochaczewskiej województwa rawskiego w 1792 roku.
29 września 1944 w pobliżu wsi miała miejsce ostatnia bitwa żołnierzy Grupy AK „Kampinos”. W okresie okupacji niemieckiej powszechnie używaną nazwą miejscowości był Bimbrówek.
W latach 1975–1998 miejscowość administracyjnie należała do województwa skierniewickiego.

## Szlaki piesze
- Grzegorzewice (stacja PKP) – Skuły/Bartoszówka – Kuklówka Zarzeczna i Radziejowicka – Jaktorów

## Jaktorowianie
- Andrzej Wach, b. prezes PKP S.A.